# Ce week-end-là…
Pour plus de détails, voir Fiche technique et Distribution.
Ce week-end-là... (What We Did On Our Holiday) est un film britannique écrit et réalisé par Guy Jenkin et Andy Hamilton, sorti en 2014. C’est une comédie dramatique anglaise. Le film, avec David Tennant, Rosamund Pike, and Billy Connolly, a été inspiré par la série télévisée Outnumbered.

## L'Histoire
Doug McLeod (David Tennant), sa femme Abi (Rosamund Pike), et leurs trois enfants voyagent ensemble dans la campagne écossaise. Le couple est en instance de divorce, mais ils s'apprêtent à fêter le 70e anniversaire de Gordie (Billy Connolly), le père de Doug, qui a un cancer en phase terminale. Gavin McLeod (Ben Miller) le frère de Doug, qui est un millionnaire, prépare une fête somptueuse pour Gordie. Doug et Abie ont des difficultés avec leurs enfants, Lottie (Emilia Jones), Mickey (Bobby Smalldridge), et Jess (Harriet Turnbull). Ils commencent leur voyage en voiture, mais ils doivent s'arrêter à l'hôtel pour une nuit à cause de la circulation.
Lottie a des problèmes de confiance, surtout avec ses parents, parce qu'ils mentent toujours. Pendant le film, on apprend que le couple divorce car Doug a trompé Abi. Ils savent que cette fête sera la dernière fois qu'ils voient Gordie, alors ils décident de faire semblant d'être encore mariés, parce qu'ils ne veulent pas fâcher Gordie pendant ses derniers jours. C'est pour cela qu’ils font le trajet ensemble.
Quand Doug, Abi et les enfants arrivent à la grande maison de Gavin, il est évident qu'il y a une rivalité entre Doug et Gavin. Même si Gordie est très malade, il est très content et encourage ses petits-enfants, particulièrement Lottie, à se libérer de leurs ennuis et profiter de la vie. Quand Gavin, Doug, Abi et l'épouse de Gavin Margaret (Amelia Bullmore) font les derniers préparatifs pour la fête, Gordie emmène les trois enfants à la plage. Il leur parle de ses ancêtres vikings, et ceci les intéresse, particulièrement Mickey. Gordie leur dit qu’il veut un enterrement de Viking parce que les disputes entre Gavin et Doug s'arrêteront. Plus tard, quand les enfants jouent, il meurt tranquillement.
Mickey et Jess restent avec le corps et Lottie retourne à la maison pour dire à tout le monde que Gordie est mort. Quand elle arrive à la maison, elle voit les gens se disputer. Elle retourne à la plage, sans rien dire aux personnes. Les enfants décident de faire une cérémonie de Viking pour Gordie parce que c'était son dernier souhait. Ils créent un radeau pour mettre le corps dessus, et ils utilisent du pétrole pour brûler le corps pendant qu’il flotte dans l'océan.
Les enfants retournent à la maison et racontent ce qui s'est passé. Les gens sont horrifiés. Gavin et Doug se rendent à la plage, et Gavin pleure dans les bras de Doug, qui le réconforte. Abi et Margaret annoncent aux invités la mort de Gordie. Les invités découvrent rapidement ce que les enfants ont fait. Les policiers arrivent pour mener une enquête. Un agent qui travaille avec les services sociaux, Agnes Chisholm (Celia Imrie), vient pour auditionner les enfants. Après avoir parlé avec Lottie, elle envisage d'enlever la garde à Doug et Abi. La cérémonie que les enfants ont donnée à leur grand-père fait la une des journaux télévisés. Abi et Doug disent à la presse qu’ils soutiennent leurs enfants, parce qu'ils essayaient d'honorer leur grand-père. Agnes Chisholm voit le soutien que les enfants reçoivent, et elle part.
À la fin du film, Gavin et Doug font une cérémonie classique pour leur père à la plage. Abi et Doug décident de se séparer courtoisement, et ils s’excusent auprès de leurs enfants. Ils jouent tous dans l'eau.

## Production
Le tournage a eu lieu à Glasgow et dans les Highlands écossais entre le 27 juin et le 2 août 2013. Les scènes de plage ont été filmées à Gairloch. Le manoir de Gavin McLeod est dans Drymer, près de Loch Lomond. La ferme des autruches est dans Blair Drummond Safari Park.

## Date de sortie
Ce week-end-là… est sorti au Royaume-Uni le 26 septembre 2014, et aux États-Unis le 10 juillet 2015.

## Fiche technique
Sauf indication contraire, les informations mentionnées dans cette section peuvent être confirmées par la base de données cinématographiques IMDb,  présente dans la section « Liens externes ».
- Titre : Ce week-end-là...
- Titre original : What We Did On Our Holiday
- Réalisation et scénario : Guy Jenkin et Andy Hamilton
- Photographie : Martin Hawkins
- Montage : Steve Tempia et Mark Williams
- Direction artistique : Nicki McCallum
- Distribution des rôles : Briony Barnett et Jill Trevellick
- Décors : Pat Campbell (Elaine McLenachan pour les décors de plateau)
- Costumes : Rhona Russell
- Musique : Alex Heffes
- Production : David M. Thompson et Dan Winch
- Sociétés de production : BBC Films, Lipsync Productions et Origin Pictures
- Sociétés de distribution :
- Format : couleur — 1,78:1
- Pays :  Royaume-Uni
- Langue : anglais
- Genre : comédie dramatique
- Durée : 95 minutes
- Dates de sortie : 
  -  Royaume-Uni : 26 septembre 2014
  -  États-Unis : 10 juillet 2015
  -  France : 22 septembre 2015 (directement en DVD)[1]

## Distribution
- David Tennant (VF : Stéphane Ronchewski) : Doug McLeod
- Rosamund Pike (VF : Laura Blanc) : Abi McLeod
- Billy Connolly : Gordie McLeod
- Celia Imrie : Agnes Chisholm
- Ben Miller (VF : Yannick Blivet) : Gavin McLeod
- Emilia Jones : Lottie McLeod
- Amelia Bullmore : Margaret McLeod

 Source et légende : version française (VF) sur RS Doublage